# Малко-Враново
Ма́лко-Вра́ново (болг. Малко Враново) — село в Русенській області Болгарії. Входить до складу общини Сливо-Поле.

## Населення
За даними перепису населення 2011 року у селі проживали 947 осіб.
Національний склад населення села:
| Національність   | Кількість осіб | Відсоток |
| ---------------- | -------------- | -------- |
| цигани           | 457            | 49,0%    |
| турки            | 337            | 36,1%    |
| болгари          | 135            | 14,5%    |
| інша             | 0              | 0%       |
| не визначились   | 4              | 0,4%     |
| Всього відповіли | 933            |          |

Розподіл населення за віком у 2011 році:
Динаміка населення: